# Rhinolophus thomasi
Rhinolophus thomasi (K. Andersen, 1905) è un Pipistrello della famiglia dei Rinolofidi diffuso in Cina e Indocina.

## Descrizione

### Dimensioni
Pipistrello di piccole dimensioni, con la lunghezza della testa e del corpo tra 48 e 50 mm, la lunghezza dell'avambraccio tra 40 e 48 mm, la lunghezza della coda tra 18 e 28 mm, la lunghezza del piede tra 8 e 10 mm, la lunghezza delle orecchie tra 16 e 20 mm.

### Aspetto
Le parti dorsali sono marroni brillanti con dei riflessi rossastri e con la base dei peli giallo chiaro, mentre le parti ventrali sono più chiare. Le orecchie sono piccole. La foglia nasale presenta una lancetta molto corta e larga, un processo connettivo con il profilo arrotondato, un incavo distinto e ricoperto di peli, una sella con i bordi paralleli e l'estremità arrotondata. La porzione anteriore è larga ma non copre completamente il muso ed ha una foglietta supplementare dietro di essa. Il labbro inferiore ha tre solchi longitudinali. La coda è lunga ed inclusa completamente nell'ampio uropatagio. Il primo premolare superiore è situato fuori la linea alveolare.

## Biologia

### Comportamento
Vive all'interno di grotte calcaree.

### Alimentazione
Si nutre di insetti.

## Distribuzione e habitat
Questa specie è diffusa in Cina sud-occidentale e in Indocina.
Vive nelle foreste e in ambienti degradati tra 400 e 1.100 metri di altitudine.

## Tassonomia
Sono state riconosciute 2 sottospecie:
- R.t.thomasi: Province cinesi dello Yunnan, Guizhou, Guangxi occidentale, Myanmar orientale, Thailandia e Laos;
- R.t.latifolius (Sanborn, 1939): Vietnam settentrionale e centrale.

## Conservazione
La IUCN Red List, considerato che le ultime osservazioni hanno mostrato che questa specie è più diffusa di quanto prima pensato e che è localmente comune, classifica R.thomasi come specie a rischio minimo (Least Concern)).